# Szatura
Szatura (ros. Шатура) – miasto w Rosji, w obwodzie moskiewskim, 124 km na wschód od Moskwy. W 2020 liczyło 32 019 mieszkańców.